# Печори
Печори (на руски: Печоры; на естонски: Petseri) е град в Русия, Псковска област, административен център на Печорски район.
Включен е в състава на Сребърния пръстен на Русия.
Край града преминава река Пиуса. Населението на града към 1 януари 2018 година е 9871 души.